# Еполетова акула Генрі
Еполетова акула Генрі (Hemiscyllium henryi) — акула з роду Еполетова акула родини азійські котячі акули. Отримала свою назву на честь фотографа Волкота Генрі. Інша назва «еполетова акула Тритон-Бей».

## Опис
Загальна довжина досягає 81,5 м. Голова коротка. Морда округла. Очі невеликі, овальної форми. Над очима присутні характерні горбики, на кшталт брів. Під ними присутні великі бризкальця. У ніздрів є маленькі м'ясисті вусики. Зуби маленькі, широкі в основі, з трикутними вістрями. На верхній щелепі є 26-35 зубів, на нижній — 21-32. У неї 5 пар невеликих зябрових щілин, при цьому 4 та 5 розташовані близько одна від одної. Тулуб подовжений, більше половини якого складає хвостове стебло. Грудні та черевні плавці широкі та округлі. Має 2 спинних плавця та анальний. Спинні плавці великі, однакового розміру, розташовані ближчі до хвоста. Анальний плавець невеликий, розташований неподалік хвостового плавця. Хвіст довгий та тонкий. Хвостовий плавець маленький, горизонтальний, нижня лопать нерозвинена.
Забарвлення жовте або бежеве. За грудними плавцями має темні подвоєні плями (складаються з поєднаних 2 плям). По спині та з боків розкиданні численні темні плямочки округлої форми. Має також поперечні слабковиражені сідлоподібні смуги.

## Спосіб життя
Трапляється на глибинах від 3 до 30 м. Здатен пересуватися дном за допомогою грудних та черевних плавців. Активна вночі, вдень ховається серед коралів. Живиться морськими червами, личинками, креветками, молюсками, рачками, а також мальками костистих риб. При полюванні застосовує щічний насос.
Це яйцекладна акула. Стосовно процесу парування та розмноження немає відомостей.

## Розповсюдження
Мешкає біля південно-західного узбережжя о. Нова Гвінея (затока Тритон-Бей — звідси інша назва цієї акули).